# TT343
TT343 (Theban Tomb 343) è la sigla che identifica una delle Tombe dei Nobili ubicate nell'area della cosiddetta Necropoli Tebana, sulla sponda occidentale del Nilo dinanzi alla città di Luxor, in Egitto. Destinata a sepolture di nobili e funzionari connessi alle case regnanti, specie del Nuovo Regno, l'area venne sfruttata, come necropoli, fin dall'Antico Regno e, successivamente, sino al periodo Saitico (con la XXVI dinastia) e Tolemaico.

## Titolare
TT343 era la tomba di:
| Titolare                      | Titolo | Necropoli           | Dinastia/Periodo     | Note |
| ----------------------------- | --- | ------------------- | -------------------- | ---- |
| Benja (detto anche Paheqamon) | Allievo della Scuola reale; Supervisore dei lavori; Sorvegliante degli artigiani del Signore delle Due Terre; Sovrintendente ai portatori di sigillo | Sheikh Abd el-Qurna | inizi XVIII dinastia |      |

## Biografia
Il nome Ben-ja è di origine straniera, forse asiatica e, più specificamente, ebraica; per tale motivo, poiché inserito nella Corte egizia, gli sarebbe stato imposto legalmente il nome locale Paheqamon. Il secondo nome, Paheqamon, inoltre, compare 23 volte nella sepoltura e solo raramente è seguito dal nome Benja; ad avvalorare ancora la provenienza straniera i nomi dei genitori: Irtonena, suo padre, e Tirukak quello della madre. Mentre il nome della madre appare di provenienza mitannita, quello del padre si trova anche nelle trascrizioni come Irtenena o El-tau-na-na di origine hurrita. Benché il rapporto con la Corte sia confermato, purtuttavia nella TT343 i riferimenti al sovrano regnante sono generici "Signore delle Due Terre", "Dio Perfetto", "Re", "Signore", senza mai riportarne il nome; questo ha fatto propendere per un posizionamento storico della tomba nel periodo di incertezza, durante la XVIII dinastia, tra il regno di Hatshepsut e quello di Thutmosi III. Ad avvalorare tale posizionamento storico, viene inoltre rilevato che il titolo di "Sovrintendente dei portatori di sigillo" cadde in disuso dopo il regno di Amenhotep II, successore di Thutmosi III.
A dimostrazione dell'alto livello raggiunto nella gerarchia di Palazzo, tra i titoli conferitigli spicca quello di "Sovrintendente dei portatori di sigillo" che comportava il controllo sulle entrate e sulle spese dello stesso re, di cui doveva notiziare mensilmente il visir; al titolo di "Supervisore dei lavori", inoltre, vengono spesso associati nelle iscrizioni i rafforzativi "di tutte le costruzioni del re", o "della città di Tebe" o, ancora, "di Karnak".

## La tomba
Nota fin dall'antichità, la TT343 venne "scoperta" nel 1925; primi lavori di restauro e sistemazione furono eseguiti tra il 1926 e il 1927 alterando lo stato dei luoghi; unica documentazione fotografica esistente, di tale periodo, risale al 1927 a cura di Walter Bryan Emery. Successivamente, nuovi interventi di consolidamento, restauro e, in taluni casi, di ricostruzione, furono eseguiti tra il 1931 e il 1937 a cura dell'egittologo tedesco Siegfried Schott. Molti dei danni alle pitture parietali, tuttavia, specie ai volti dei personaggi, risalgono a periodi storicamente più antichi e, nel caso dei nomi di divinità, al periodo dell'eresia amarniana. Larghe macchie di tintura, forse risalenti a restauri malfatti del XX secolo, deturpano alcune scene, ma in linea generale la tomba è in buone condizioni. All'atto della scoperta vennero inoltre rinvenute cinque mummie saccheggiate nell'antichità. Planimetricamente, la TT343 si presenta con forma a "T" rovesciata tipica delle sepolture del Nuovo Regno; vi si accede da un cortile antistante oggi circondato da un alto muro non originale che, tramite un breve corridoio, immette nella sala trasversale nel cui angolo sud si apre l'accesso al pozzo verticale che immette nell'appartamento sotterraneo (non ancora esplorato completamente); da questa, con andamento non perfettamente ortogonale, si diparte una sala longitudinale al fondo della quale si apre una nicchia contenente tre statue. La tomba venne verosimilmente depredata già in periodo immediatamente successivo alla sepoltura e verosimilmente durante il regno di Amenhotep III, quando vennero aggiunte alcune immagini in alcuni casi solamente accennate con colore rosso in spazi lasciati liberi dalle preesistenti opere.
Sulle pareti del corridoio di accesso (1 in planimetria) il defunto, rivolto verso l'uscita, con le braccia in atto di adorazione verso Amon; la scena è sottolineata dal titolo di "Allievo della Scuola reale", più volte ripetuto a volerne sottolineare l'importanza. Nella stanza trasversale, (2) il defunto, seduto, dinanzi a una tavola per offerte ricolma di cibi; poco oltre (3) il defunto assiste alla pesatura di oro e altri oggetti. Sul lato corto a sud (4), sopra l'accesso al pozzo verticale, una falsa porta scolpita in pietra calcarea e dipinta con colori a imitazione del granito rosso (fondo rosa con striature in rosso scuro). Sulla parete seguente (5), a sinistra della porta che immette nella sala longitudinale, il defunto seduto dinanzi a una tavola imbandita riceve offerte da un uomo il cui nome non viene indicato; sulla stessa parete, sulla destra della porta (8), i genitori del defunto seduti dinanzi a un tappeto su cui sono adagiati sacchi e mazzi di cipolle; la madre, Tirukak, abbraccia il marito Irtonena. In entrambe le scene, sia sulla sinistra sia sulla destra della porta, suonatori di nacchere e di flauto, nonché arpisti ciechi. Sull'altro lato corto, a nord, simmetricamente con la falsa porta del lato sud, una stele funeraria (7) con parte sommitale ad arco in cui campeggiano due occhi udjat; nella parte inferiore testi dedicatori; mentre la parte alta della stele è leggermente in rilievo, la parte testuale presenta i geroglifici incassati e dipinti in blu. Sulla parete est (6) Benja assiste alle sue attività tra cui la pesatura di beni e di anelli in oro mentre portatori recano ceste di lapislazzuli, forse malachite e turchese, tronchi d'albero e zanne d'avorio, e due scribi prendono nota dei conteggi.
Dal centro della parete ovest un corridoio, sulle cui pareti (9) sono riportati testi di offertorio, immette nella sala longitudinale. Sulle pareti, su quattro registri sovrapposti (10), la processione verso la dea dell'Occidente (Hathor) che regge tra le mani il simbolo ankh della vita; la processione funebre occupa i due registri superiori con il trasporto del sarcofago, su una slitta trainata da quattro uomini, ai fianchi del quale sono le dee Iside e Nephtys; nei due registri inferiori scene del pellegrinaggio ad Abido. Sulla stessa parete (11) un prete sem, scalpellato già in antichità, verosimilmente durante l'eresia amarniana, esegue sul defunto la cerimonia di apertura della bocca avendo dinanzi una tavola per offerte imbandita. Sulla parete opposta (12), in maniera del tutto speculare rispetto alla parete ovest, si ripete la scena del prete sem e della tavola imbandita in presenza del defunto; anche in questo caso il prete sem venne scalpellato. Poco oltre, sulla stessa parete (13), la cerimonia di apertura degli occhi e della bocca: anche in questo caso sono stati scalpellati i volti dei preti officianti e i nomi degli dei, ma non la cerimonia in sé che era, comunque indispensabile perché il defunto potesse accedere alla psicostasia e al mondo dell'aldilà.
Sul fondo della sala (14), a circa 1,10 m dal pavimento, si apre una nicchia (1,25 m di larghezza e 1 m di altezza) che accoglie le statue del defunto e dei suoi genitori; originariamente dipinte con colori molto vividi, presentano i volti scalpellati (è ancora visibile, comunque, che entrambi i maschi avevano la barba) e i nomi dei singoli personaggi erano riportati in colonne di geroglifico (oggi quasi illeggibili): il padre sedeva alla destra del defunto (rappresentato come stretto nel sudario) e la madre alla sinistra.
I soffitti, sia della sala traversale che della longitudinale, presentavano fregi geometrici e testi sacri e dedicatori, oggi molto danneggiati.
Durante i lavori di scavo e restauro vennero rinvenuti: una tavola per offerte; due coni funerari; cinque mummie nelle sale superiori e sedici nell'appartamento funerario, tutte saccheggiate e relative a seppellimenti intrusivi di secoli successivi unitamente a poche suppellettili in legno ad esse pertinenti.
Esistono, infine, tracce molto verosimilmente accreditabili al Benja della TT343 fuori dalla tomba; si tratta di due ostraka che fanno riferimento ad attività comunque connesse ai titoli di Benja: 
- uno a Deir el-Bahari con cui Benja fornisce 10 uomini per i lavori di costruzione del tempio di Hatshepsut;
- uno relativo alla costruzione di una casa privata i cui lavori sono sotto la supervisione di Benja.[4][6].

### Annotazioni
1. ↑  La numerazione dei locali e delle pareti segue quella di Porter e Moss 1927, p. 400.
2. ↑  La prima numerazione delle tombe, dalla numero 1 alla 252, risale al 1913 con l'edizione del "Topographical Catalogue of the Private Tombs of Thebes" di Alan Gardiner e Arthur Weigall. Le tombe erano numerate in ordine di scoperta e non geografico; ugualmente in ordine cronologico di scoperta sono le tombe dalla 253 in poi.
3. ↑  I campi della Duat, ovvero l'aldilà egizio, si trovavano, secondo le credenze, proprio sulla riva occidentale del grande fiume.
4. ↑  Nella sua epoca di utilizzo, l'area era nota come "Quella di fronte al suo Signore" (con riferimento alla riva orientale, dove si trovavano le strutture dei Palazzi di residenza dei re e i templi dei principali dei) o, più semplicemente, "Occidente di Tebe".
5. ↑  le Tombe dei Nobili, benché raggruppate in un'unica area, sono di fatto distribuite su più necropoli distinte.
6. ↑  Le note, sovente di inquadramento topografico della tomba, sono tratte, fino alla TT252, dal "Topographical Catalogue" di Gardiner e Weigall, ed. 1913 e fanno perciò riferimento alla situazione dell'epoca.
7. ↑  Secondo alcuni studi sarebbe derivante dal teoforo "figlio di Ja [weh]).
8. ↑  Il nome viene spesso preceduto, nelle iscrizioni tombali, dal prefisso Ddw-nf, ovvero "chiamato" e la costruzione stessa del nome appare indicarlo come un nome legalmente imposto, il che viene avvalorato dal titolo di "allievo della scuola reale" a voler sottolineare la necessità che imparasse le regole di Corte e del Paese ospitante. L'essere straniero non escludeva lo straniero dal salire, come in questo caso visti i titoli, la scala gerarchica di Corte
9. ↑  Siegfried Schott (1897-1977), dal 1929 al 1931 lavorò presso il Museo egizio di Berlino e dal 1929 al 1937 presso l'Istituto Archeologico Germanico del Cairo e, come epigrafista, presso l'Istituto Orientale dell'Università di Chicago a Luxor.
10. ↑  La costruzione di tale muro si rese necessaria per evitare che il cortile stesso divenisse ricettacolo per le immondizie delle vicine abitazioni moderne.
11. ↑  Circa 7 m di larghezza, 2 di profondità e 2,5 di altezza, con il soffitto più alto verso l'ingresso).
12. ↑  Lunga circa 3 m, larga poco più di 1,5, alta circa 2,5 m con soffitto inclinato di 20 cm da est a ovest.
13. ↑  Un testo, che sovrasta i due, recita: "Il suo amato padre, Irtenena, giustificato (ovvero deceduto) e sua madre, l'amata, Tirukak giustificata". Sotto la sedia della donna uno specchio il cui nome, in egiziano antico era ankh, ovvero la stessa parola che indica la "vita".
14. ↑  È questa un'eccezione poiché, normalmente, alla sommità delle stele funerarie veniva rappresentato il defunto in adorazione degli dei.
15. ↑  Una parte del testo, oggi molto danneggiato, recita: "...il chiamato Paheqamon, giustificato dal Grande Dio, Signore della Necropoli, dice: sono entrato nel mio posto di eternità, nel mio posto permanente, dopo aver seguito il Dio buono, [senza] che sia stata sollevata accusa contro di me, sono stato trovato senza errori da parte mia. (Anzi), il mio maestro mi ha elogiato per la mia eccellenza [e sono stato promosso] Supervisore dei portatori di sigilli [in grazie del] mio [favore] presso di lui, io l'Allievo della Scuola Reale, Benja, chiamato Paheqamon, giustificato dal Grande Dio, nato da Irtenena, e [nato dalla padrona di casa, Tiruk], giustificati...".
16. ↑  Il pellegrinaggio raffigurato porta il defunto ad Abido così da poter ripercorrere il percorso dello stesso Osiride diventando così egli stesso Osiride.
17. ↑  Il "sem" era il prete, o l'erede, cui competeva la cerimonia di apertura della bocca per consentire al defunto di vivere pienamente della Duat.
18. ↑  Normalmente a tale operazione era preposto il figlio primogenito del defunto; nel caso ciò non fosse possibile, come nel caso di Benja che non risulta avesse figli, né moglie, il defunto poteva in vita adottare un giovane che ne facesse le veci o nominare un servo che espletasse tale incombenza.
19. ↑  La fascia centrale del soffitto della camera trasversale reca, tra l'altro, il testo: "...Parole pronunciate dal Supervisore dei Lavori, Paheqamon, giustificato: Oh madre Nut, allungati su di me e ponimi sotto le stelle immortali..."
20. ↑  Il n.ro 441 recita: "Il Sovrintendente dei Lavori,  figlio del kap, Paheqamon, chiamato Benja, vero di voce da Osiride"; il secondo, n.ro 544: "Figlio del kap, Paheqamon, chiamato Benja".

### Fonti
1. ↑  Gardiner e Weigall 1913.
2. ↑  Donadoni 1999,  p. 115.
3. ↑  Porter e Moss 1927, p. 410.
4. 1 2 3 4  (EN) La tomba TT343 di Benja:, su osirisnet.net. URL consultato il 23.11.2018.
5. ↑  Porter e Moss 1927, così vengono riportati i nomi nel testo, p. 410.
6. ↑  Porter e Moss 1927,  pp. 410-412.